# Friedrich Johann Christoph Cleemann
Friedrich Johann Christoph Cleemann, eigentlich Friedrich Cleemann, auch Friedrich Joseph Christoph Kleemann (* 16. September 1771 in Crivitz; † 26. Dezember 1825 in Parchim) war ein deutscher evangelischer Theologe, Journalist und Privatgelehrter.

## Leben
Friedrich (Johann Christoph) Cleemann (der Jüngere) wurde als Sohn des Theologen Friedrich (Heinrich Christian) Cleemann (der Ältere) geboren, der damals Rektor der Stadtschule in Crivitz war. Er verlebte seine Kindheitsjahre in Crivitz. 1778 zog die Familie nach Leussow bei Ludwigslust, wohin sein Vater als Pastor berufen worden war.
Cleemann besuchte die Schulen in Schwerin und Ludwigslust und studierte anschließend Theologie, von 1789 bis 1792 an der Universität Rostock, von 1792 bis 1793 an der Universität Jena. Nach dem Studium, nachdem er am 10. April 1799 ordiniert worden war, war er noch Pfarrgehilfe und Hilfsprediger seines Vaters in Leussow. Am 24. September 1800 dankte er jedoch ab und ging anfangs nach Schwerin und später nach Leipzig. 1803 kam er nach Parchim, dort privatisierte er, half jedoch gelegentlich dem örtlichen Pfarrer in dessen Amt.

### Schriftstellerisches Wirken
Cleemann beschäftigte sich mit archivalischen Studien und nutzte hierzu Kirchenarchive, Kirchenbücher, Leichenpredigten und Familienpapiere; großes Interesse hatte er besonders an der Geistlichkeit in Mecklenburg und veröffentlichte einige biographische Kompendien. Er gab auch Musikunterricht und veröffentlichte auch hierzu eine Schrift. Seine Anweisung bei dem Unterrichte in der Musik fand sich als Manuskript in seinem Nachlass, wurde vermutlich nicht gedruckt. Für die Herausgabe seiner Schriften opferte er sein gesamtes Vermögen.
Er lieferte in der Zeit von 1818 bis 1825 etliche Beiträge für das Freimüthige Abendblatt, ein in Schwerin erscheinendes, überregionales Intelligenzblatt, und war seit deren Gründung 1818 Redakteur der Parchimschen politischen Zeitung.

## Schriften (Auswahl)
- Oden und Lieder für das Clavier. Leipzig bei Breitkopf und Härtel 1796.
- Syllabus Parchimensium oder biographisches Verzeichniss der Parchimschen Superintendenten und sämmtlichen geistlichen und kirchlichen Beamten, mit Rücksicht auf M. Joachim Man(t)zels, Conrectors, Schediasma de Suptd. Parchim. und unter dem Beystand des Herrn Präpositi Christian Gottfried Man(t)zel zu Crivitz. Gedr. in d. Hofbuchdruckerei, Schwerin 1809.
- Repertorium universale als Lexicon rein-historisch-archivalischer Momente der lutherisch-christlichen Gemeinden, Kirche und Geistlichkeit zu Mecklenburg. Parchim 1809.
- Verzeichniß und Vergleichung der Choral-Melodien zu dem Mecklenburgischen Kirchen-Gesangbuche, als ein Hülfsmittel für Prediger, Organisten uns Küster, so wie auch bei einer neuen Auflage des Gesangbuches. Parchim 1818.
- Historisches und hauptsächlich genealogisch-biographisches Archiv-Lexikon der Geistlichkeit und Kirchen in Mecklenburg. 1819.
- Chronik und Urkunden der Mecklenburg-Schwerinschen Vorderstadt Parchim. Parchim 1825.